# 高麗屋
高麗屋（こうらいや）は、歌舞伎役者の屋号。
初代松本幸四郎が若い頃、江戸神田の「高麗屋」という商店（下総国佐原の小間物屋だった説もある）で丁稚奉公していたことがその名の由来。
高麗屋の代表的な名跡には以下のものがある。なお参考までに定紋も併せて記した。

## 宗家
| 屋号              | 名跡                           | 定紋                        | 定紋 |
| ----------------- | ------------------------------ | --------------------------- | ---- |
| こうらいや 高麗屋 | まつもと こうしろう 松本幸四郎 | よつからはなびし 四つ唐花菱 |      |
| こうらいや 高麗屋 | まつもと はくおう 松本白鸚     | よつからはなびし 四つ唐花菱 |      |
| こうらいや 高麗屋 | いちかわ そめごろう 市川染五郎 | みついちょう 三つ銀杏       |      |
| こうらいや 高麗屋 | まつもと きんたろう 松本金太郎 |                             |      |

## 門弟筋
| 屋号              | 名跡                             | 定紋                        | 定紋 |
| ----------------- | -------------------------------- | --------------------------- | ---- |
| こうらいや 高麗屋 | いちかわ こまぞう 市川高麗蔵     | よつからはなびし 四つ唐花菱 |      |
| こうらいや 高麗屋 | まつもと きんご 松本錦吾         | よつはなびし 四つ唐花菱     |      |
| こうらいや 高麗屋 | まつもと こうえもん 松本幸右衛門 | よつはなびし 四つ唐花菱     |      |